# Кровосток
«Кровосток» — російська хіп-хоп-група з Москви, заснована у 2003 році художниками Антоном Черняком та Дмитром Файном. Група відома насамперед сатиричними піснями від імені ліричного героя з гіпертрофованою, гротескною кримінальною тематикою, виконані монотонним речитативом з великою кількістю мату.

## Історія
Учасники групи «Кровосток» — Антон Черняк (Шило) та Дмитро Файн (Фельдман) — разом навчалися в МДАХУ пам'яті 1905 року, потім обидва брали участь в арт-групі «ФенСо». Після цього Шило приєднався до художньої групи «ПГ ». З ще одним учасником «Кровостока», Сергієм Криловим, майбутні музиканти познайомилися в започаткованому «ПГ» арт-клубі «ПушкінГ», де той працював барменом.
Спочатку вони створювали ліричні вірші, накладаючи їх на модну брейк-бітову музику. В інтернеті на сайті krovostok.ru було викладено вісім композицій, які пізніше увійшли до дебютної платівки «Річка крові ». «Кровосток» створювався учасниками як пародія на блатний жанр, так і сприймався аудиторією.
З концертами, спочатку закритими для своєї публіки, «Кровосток» почав з'являтися в московських клубах з осені 2004 року.
На початку 2007 року в інтернет потрапили пісні «Гантеля», «ГЕС», «Киса», «Ночь», «Метадон» з альбому «Гантеля», який ще не вийшов. Музику йому спродюсував Фантомас2000. Альбом «Гантеля» вийшов 24 січня 2008 року і за своєю концепцією нагадував «Реку крови», тільки «якіснішим» у плані звукозапису. З виходом альбому популярність гурту знову зросла.
Також спільно з Михайлом Краснодеревщиком було записано композицію «Гидрогаш» у 2005 році.
«Кровосток» тісно співпрацював з андеграундним об'єднанням «43 градуси »: Фантомас 2000 та «Кіт » брали участь у проекті «Кровосток» як бек-вокалісти. Було записано спільні композиції — «Розмови про напаси» у виконанні Шило та Кота та «Дельтаплан» спільно з Фантомасом 2000. Також колишній бітмейкер «Кровостока» Полутруп з'являвся на концертах гурту «43 градуса» як звукорежисер.
На рубежі 2010—2011 роках вийшов сингл групи під назвою «Представьте», що розповідає про найманих вбивць і торгівлю людьми, а також ще два сингли: «Душно» та «Пора домой», остання була присвячена Дню карного розшуку.
24 березня 2012 року новий альбом «Студень » був викладений учасниками групи для безкоштовного скачування.
21 лютого 2014 року вийшов сингл під назвою «Ногти». 13 травня вийшов черговий сингл "Череповец". 11 жовтня вийшов сингл "Секс — это".
6 березня 2015 року вийшов п'ятий студійний альбом гурту, який отримав назву «Ломбард ».
26 березня 2016 року вийшов сингл під назвою «Наёк ёк». 9 серпня 2016 вийшов сингл «Душ». 1 березня 2017 року вийшов сингл під назвою «Голова».
У березні 2018 року було оголошено, що до кінця місяця гурт випустить одразу два релізи — концертний та студійний. Концертний альбом «Кровосток Лайв» вийшов 23 березня, а за тиждень, 30 березня, на всіх цифрових майданчиках вийшов шостий студійний альбом «ЧБ», що містить 11 треків, у тому числі сингли «Наёк Ёк», «Душ» і «Голова».

### Концерт та суд у Ярославлі
У 2015 році співробітники ярославського управління ФСКН звернулися до жителів регіону з проханням не пускати осіб, які не досягли 18 лет, на концерти гурту «Кровосток». «Творчість цієї групи містить значний обсяг нецензурної лексики, сленгових назв наркотиків, популяризує немедичне споживання психоактивних речовин, вчинення протиправних діянь, застосування насильства. Ми не хочемо, щоб на їхньому концерті були присутні неповнолітні», — розповіла О. Малахова, прес-секретар УФСКН з Ярославської області.
У липні 2015 року Кіровський районний суд міста Ярославля визнав забороненою інформацію, розміщену на сайті «Кровостока», за пропаганду насильства та вживання наркотиків. Автор текстів групи Дмитро Файн назвав заборону на свою творчість антиконституційною.
12 жовтня в Ярославському обласному суді відбулося засідання щодо апеляції від групи «Кровосток». Проте рішення цього дня прийнято не було, оскільки не всі сторони ознайомилися з додатковими матеріалами у справі. Суд перенесли на 27 жовтня.
12 листопада Ярославський обласний суд скасував рішення Кіровського районного суду про заборону пісень групи та блокування її сайту, претензії прокуратури були відхилені у повному обсязі.

### Вторгнення Росії в Україну
В 2022 група виступила проти військового вторгнення Росії в Україну . У липні 2022 року концерт гурту Кровосток був скасований у Москві.

## Склад

### Основний склад
- Антон Черняк ( Шило; Антон Обвальщик ) - вокаліст, автор текстів.
- Дмитро Файн ( Фельдман; Доктор Фельдман ) - автор текстів, продюсер.
- Костянтин Рудчик ( Фантомас 2000 ) - бітмейкер (з 2007 року), бек-вокаліст (з 2011 року).

### Колишні учасники групи
- Сергій Крилов (DJ Полутруп) - бітмейкер, писав музику перших двох альбомів, нині з гр. "Кровосток" не працює.
- Костянтин Аршба (<i id="mwdg">Кіт</i>) - бек-вокаліст; брав участь у записі альбому «Річка крові»; колишній учасник гурту «43 градуси», нині актор мюзиклу «Копи у вогні».

## Дискографія

### Студійні альбоми
- 2004 - «Река крови»
- 2006 - «Сквозное»
- 2008 - «Гантеля »
- 2012 - «Студень »
- 2015 - «Ломбард»
- 2018 - «ЧБ»
- 2021 - «Наука»

### Концертні альбоми
- 2017 - «Кровосток Лайв»

### Сінгли
- 2004
  - Биография
  - Бакланы
- 2005
  - Хочешь?
  - Разговоры о Напасах (feat. Кот («43 градуса»))
  - ГидроГаш (feat. Красное дерево)
- 2007
  - Гантеля
  - ГЭС
  - Беспорядки
- 2011
  - Представьте
  - Пора домой
  - Душно
- 2012
  - Куртец
  - Цветы в вазе
- 2014
  - Ногти
  - Череповец
  - Секс это
- 2015
  - Ломбард
- 2016
  - Наёк ёк
  - ДУШ
- 2017
  - Голова
- 2018
  - Пожар
- 2020
  - Дети
  - Зашел, вышел
- 2022
  - Бабо4ки
- 2023
  - Ленин**

### Відеокліпи
У групи немає жодного офіційного кліпу, всі кліпи зроблені ентузіастами.
- «Теряю голову» Live (2006)
- «Бакланы» Live (2008)
- «Гантеля» караоке (2009)
- «Беспорядки» караоке (2009)
- «Колхозники» (2010)
- «Г. Э.С» (2010)
- «Куртец» (2012) (є нарізкою фрагментів з фільму «Чужая»).
- Кровосток у Санкт-Петербурзі (канал на YouTube).
- «Ногти» (при уч. К. Собчак) (2015) — нарізка кадрів із телеканалу «Дощ», а також частина інтерв'ю К. Собчак із гуртом «Кровосток».
- «Злые голуби» (2018)

## Критика
|                                  | Текст про бандитське життя під назвою «Біографія», наприклад, хоч і не підлягає навіть мінімальному цитуванню в масових ЗМІ, є, можливо, кращим римованим твіром на тему «кривавих 90-х». Якби була моя воля, я б, ні секунди не сумніваючись, включив його до підручників історії. |
| — Борис Барабанов, «Коммерсантъ» | |

- Михайло Феничов, учасник гуртів «2H Company » та «Є Є »: «Я вважаю, що саме „Кровосток“ — це великий прорив для російського репу».
- Олександр Лаертський : «… „Кровосток“ випереджає час на 20 років мінімум.»